# Thamniopsis killipii
Thamniopsis killipii är en bladmossart som beskrevs av Edwin Bunting Bartram 1928. Thamniopsis killipii ingår i släktet Thamniopsis och familjen Hookeriaceae. Inga underarter finns listade i Catalogue of Life.